# Ligament sterno-claviculaire postérieur
Le ligament sterno-claviculaire postérieur est un ligament à l'arrière de l'articulation sterno-claviculaire.

## Description
Le ligament sterno-claviculaire postérieur est attaché en haut à la partie supérieure et arrière de l'extrémité sternale de la clavicule. Il passe obliquement vers le bas et vers l'intérieur et se termine sur le pourtour postérieur de l'incisure claviculaire du manubrium sternal.
Il est en rapport, en avant, avec le disque articulaire et les membranes synoviales, à l'arrière avec les muscles sterno-hyoïdiens et sterno-thyreoidiens.